# フランカヴィッラ・アンジートラ
フランカヴィッラ・アンジートラ（イタリア語: Francavilla Angitola）は、イタリア共和国カラブリア州ヴィボ・ヴァレンツィア県にある、人口約1,900人の基礎自治体（コムーネ）。

## 地理

### 位置・広がり
カタンザーロの西南西約33km、ヴィボ・ヴァレンツィアの北東約17kmに位置する。。

#### 隣接コムーネ
隣接するコムーネは以下の通り。括弧内のCZはカタンザーロ県所属を示す。
- クリンガ (CZ)
- フィラデルフィア
- マイエラート
- ピッツォ
- ポリーア

## 行政

### 分離集落
フランカヴィッラ・アンジートラには、以下の分離集落（フラツィオーネ）がある。
- Carcarella, Eccellente, Fra Giuseppe, Francavilla Scalo, Molino, Sordo